# 隔世琴緣
《隔世琴緣》（韓語：은행나무 침대）為1996年韓國劇情電影，由姜帝圭編劇及執導，韓石圭、沈慧珍、陳熙瓊及申鉉濬主演。
本片是姜帝圭首次執導的電影處女作。

## 劇情介紹
故事講述秀賢是大學講師，他有一個外科醫生女友善英。
某天，秀賢發現屋外有一張被人遺棄的銀杏床，就帶回家並安放於寢室之中。自此之後，他的腦海中開始出現古怪的記憶，原來秀賢前生曾為宮廷樂師宗文，是美丹公主的宮廷樂師，兩人是戀人。黃將軍出於妒忌將宗文殺死，隨後美丹公主也自殺身亡。後來這對戀人化身成兩棵相鄰的銀杏樹，當黃將軍得知此事時，他斬下了宗文的銀杏樹，而美丹的那棵則成為一張銀杏床，美丹的心千年以來仍在等待愛人回來。
黃將軍挖取人心來換取不腐之軀，誓要謀害美丹公主及活在現代的秀賢。而秀賢也與美丹在銀杏床中再次重遇，展開一場千年人鬼痴戀…

## 演員陣容
- 韓石圭 飾 宗　文／秀　賢
- 沈慧珍 飾 善　英
- 陳熙瓊 飾 美　丹
- 申鉉濬 飾 黃將軍

## 獎項
| - 第34屆大鐘獎（1996年） - 「最佳電影獎」 - 「最佳導演獎」：姜帝圭 - 「最佳男主角獎」：韓石圭 - 「最佳男配角獎」：申鉉濬 - 「最佳女配角獎」：陳熙瓊 - 「最佳劇本獎」：姜帝圭 - 「最佳攝影獎」：朴喜周 - 「最佳美術獎」：趙隆三 - 「最佳燈光獎」：李江山 - 「最佳企劃獎」：姜帝圭、金茂玲 - 「最佳服裝獎」：朴允貞 - 「最佳音響技術獎」：柳大鉉 - 第17屆青龍電影獎（1996年） - 「最佳電影獎」 - 「最佳男主角獎」：韓石圭 - 「最佳男配角獎」：申鉉濬 - 「最佳女配角獎」：陳熙瓊 | - 第34屆大鐘獎（1996年） - 「最佳女主角獎」：沈慧珍 - 「最佳新導演獎」：姜帝圭 - 第17屆青龍電影獎（1996年） - 「最佳攝影獎」：朴喜周 - 「技術獎」：李東峻（音樂） - 「最佳新導演獎」：姜帝圭 - 第32屆百想藝術大獎－電影部門（1996年） - 「技術獎」：朴喜周（攝影） - 第16屆韓國電影評論家協會獎（1996年） - 「最佳攝影獎」：朴喜周 - 「最佳技術獎」：ShinCine Graphics |

## 外部連結
- 互联网电影数据库（IMDb）上《隔世琴緣》的资料（英文）
- 韩国电影数据库（KMDb）上《隔世琴緣》的資料